# Crocidura hikmiy
Crocidura hikmiya är en art i familjen näbbmöss som förekommer i södra Sri Lanka. Artepitetet hikmiya i det vetenskapliga namnet betyder näbbmus på singalesiska.
Arten är endast känd från exemplar som upptäcktes i Sinharaja skogsreservatet. De hittades i regioner som ligger 460 till 1040 meter över havet. Reservatet täcker en yta av cirka 110 km². Kanske lever denna näbbmus även i skogar utanför skyddszonen. Växtligheten är regnskogar och andra fuktiga skogar. En av skogstyperna domineras av dipterokarpväxter som arter av släktena Mesua och Doona.
Denna näbbmus når en kroppslängd (huvud och bål) av 64 till 76 mm. Svansen är i förhållande till andra kroppsdelar kortare än hos Crocidura miya som lever i Sri Lankas högre regioner. Crocidura hikmiya har en gråbrun päls på ovansidan och på svansen medan Crocidura miya har en brun päls. På undersidan är pälsen ljusare gråbrun. Svansen ser nästan naken ut men den bär några tunna långa hår. Ansiktet kännetecknas av en rosa nos med morrhår som mörka nära roten och silvergrå vid spetsen. Tassarnas ovansida har en rosabrun färg.
Ifall skyddsåtgärderna inte upprätthållas omvandlas skogen till jordbruksmark. IUCN listar arten som starkt hotad (EN).